# Puente La Salve
Die Puente La Salve (baskisch Salbe Zubia), bis 2016 offiziell die Puente de los Príncipes de España, ist eine Straßenbrücke über den Ría de Bilbao in Bilbao in der Autonomen Gemeinschaft Baskenland in Spanien.

## Beschreibung
Die Puente La Salve überquert den Fluss in 23,5 m Höhe und verbindet die Alameda de Recalde im Bezirk Abando auf der Südseite mit der auf der Nordseite auf halber Hanghöhe zwischen den Vierteln Matiko und  Castaños verlaufenden Avenida Maurice Ravel (Verbindungsstraße BI-625) sowie dem Tunnel Artraxanda – La Salve.
Das weitgehend mit Titanblech verkleidete Guggenheim-Museum Bilbao steht unmittelbar neben und auch unter ihr. Zwei teilweise mit dem gleichen Titanblech verkleidete Gerüsttürme neben der Brücke (Torre de La Salve) dienen als Treppenverbindung zwischen der Brücke und dem Museum. Das Werk Arcos rojos / Arku gorriak (Rote Bögen) von Daniel Buren verwandelte den ursprünglichen Pylon der Brücke in einen das Stadtbild prägenden Kontrast zu dem silbergrauen Titanblech des Museums.
Die insgesamt etwa 244 m lange und 26 m breite, einhüftige Schrägseilbrücke hat eine ca. 76 m weite Hauptöffnung über dem Fluss, an die sich auf der Nordseite eine Öffnung über die am Ufer verlaufende Avenida de la Universidades anschließt. Auf der Südseite befindet sich die Seitenöffnung für die Schrägseile auf der anderen Seite des Pylons sowie drei weitere Öffnungen, mit denen die Brücke an die Straßen und die abzweigende Fußgängerrampe an den Museumsvorplatz angeschlossen wird.
Die Brücke steht auf schlichten, rechteckigen Stahlbeton-Pfeilern, die durch Traversen unterhalb der Fahrbahnplatte versteift werden. Der von den Roten Bögen eingehüllte Pylon besteht aus zwei durch eine Traverse verbundenen stählernen Stielen. Lediglich die markanten Kabelsättel für die Schrägseile sind noch sichtbar. Der Fahrbahnträger besteht aus einer dunkelgrünen stählernen Plattenbalkenkonstruktion. Die Brücke hat zwei Fahrbahnen in südlicher und drei Fahrbahnen in nördlicher Richtung sowie beidseitig breite Gehwege.
Am nördlichen Ufer stehen zwei ockergelbe rechteckige Treppentürme mit außen umlaufenden, mattgrün gestrichenen Treppen, die die Fahrbahnebene mit der fünf Stockwerke tiefer liegenden Uferstraße verbinden. Einer der Türme hat einen Aufzug.
Die ursprünglich nur mit Lisenen gegliederte hohe Wand des nördlichen Widerlagers wurde 2012 von Veronica Werckmeister (Lead Artist) mit dem 990 m² großen Wandgemälde A key - Giltza bat (Ein Schlüssel) ausgestaltet, das zwei in eine Diskussion vertiefte Frauen zeigt.

## Geschichte
Die Schrägseilbrücke wurde nach dem Entwurf von Juan Batanero in den Jahren 1968 bis 1972 gebaut, um die Verkehrsprobleme der nördlichen Stadtteile von Bilbao zu lösen. Sie wurde am 9. Januar 1972 feierlich eingeweiht und zu Ehren von Juan Carlos I. und seiner Gemahlin Sophia von Griechenland nach ihrem unter General Francisco Franco geschaffenen Titel Príncipe de España benannt.
Sie war die erste Schrägseilbrücke Spaniens. Damals hatte sie noch einen Straßenabzweig zu der am Hochufer entlangführenden Straße Mazarredo Zumarkales. Beim Bau des Guggenheim-Museums von 1993 bis 1997 war man bestrebt, die Brücke gestalterisch in das Museum einzubeziehen. Vier Jahre darauf wurde der Straßenabzweig
zu einer breiten Fußgängerrampe zum nördlichen Vorplatz des Museums umgestaltet. Gleichzeitig wurde auf der nördlichen Seite der Abzweig zum Tunnel Artraxanda – La Salve gebaut.
Den Wettbewerb, den das Museum im Zusammenhang mit seinem zehnten Jahrestag veranstaltete, um die Brücke noch besser in das Gesamtkonzept des Museums zu integrieren, gewann Daniel Buren, dessen Werk Arcos rojos / Arku gorriak 2007 ausgeführt wurde.
Im Februar 2016 wurde der an den Franquismus erinnernde ursprüngliche Name der Brücke geändert in Puente La Salve.
2017 wurden die Roten Bögen vollständig renoviert.

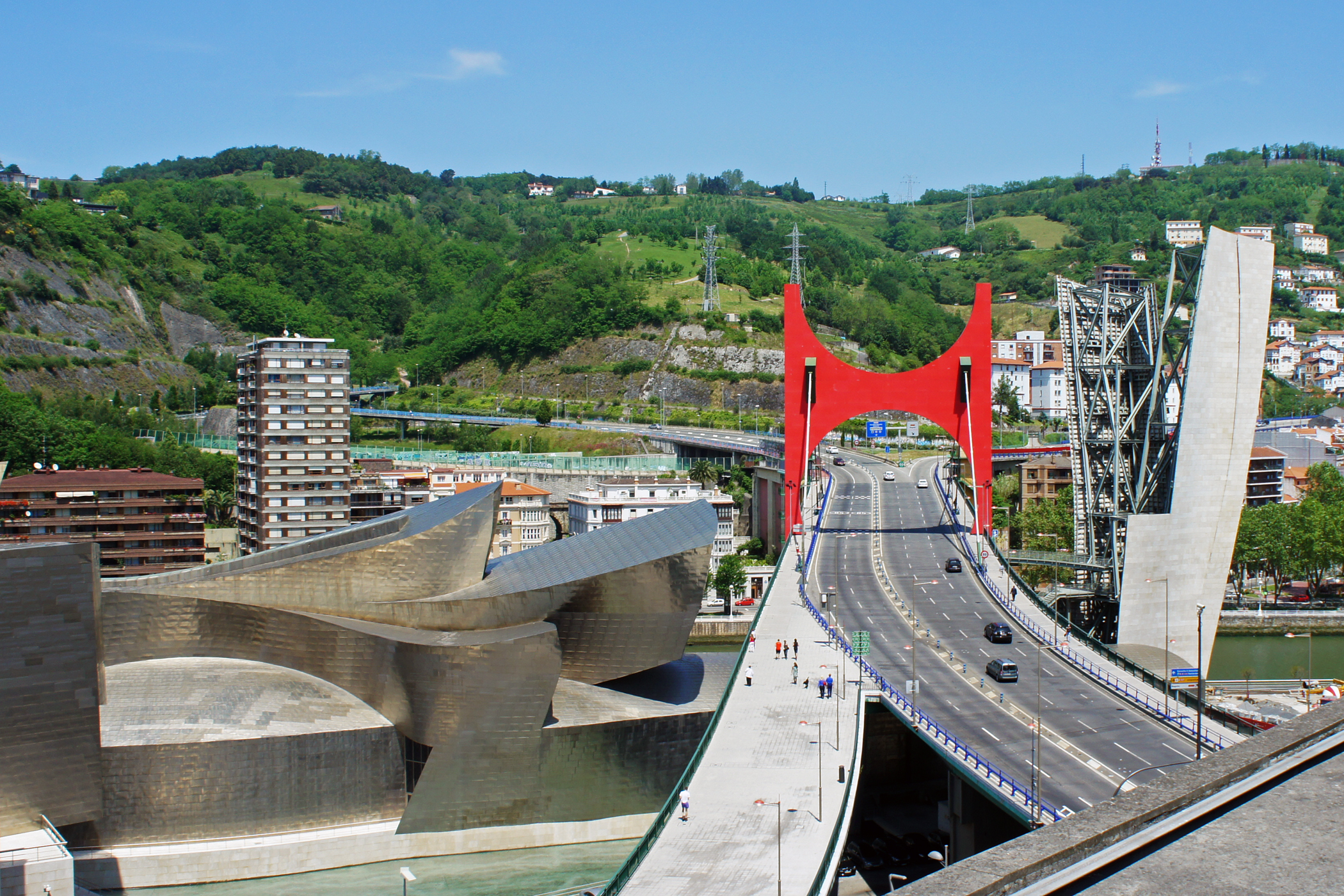
Puente La Salve mit dem Guggenheim-Museum
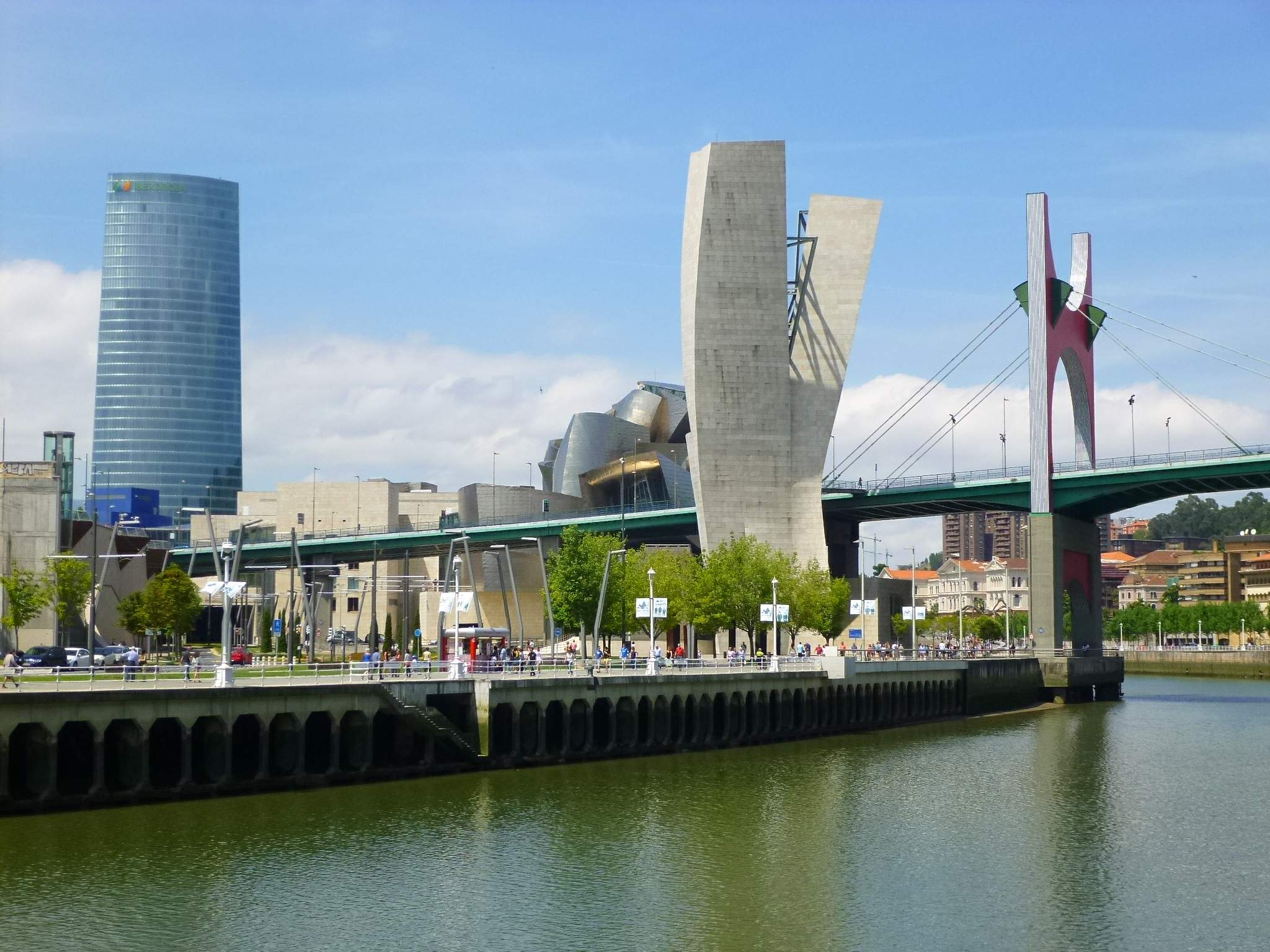
Puente La Salve von der Campo Volantin aus, links im Hintergrund der Torre Iberdrola
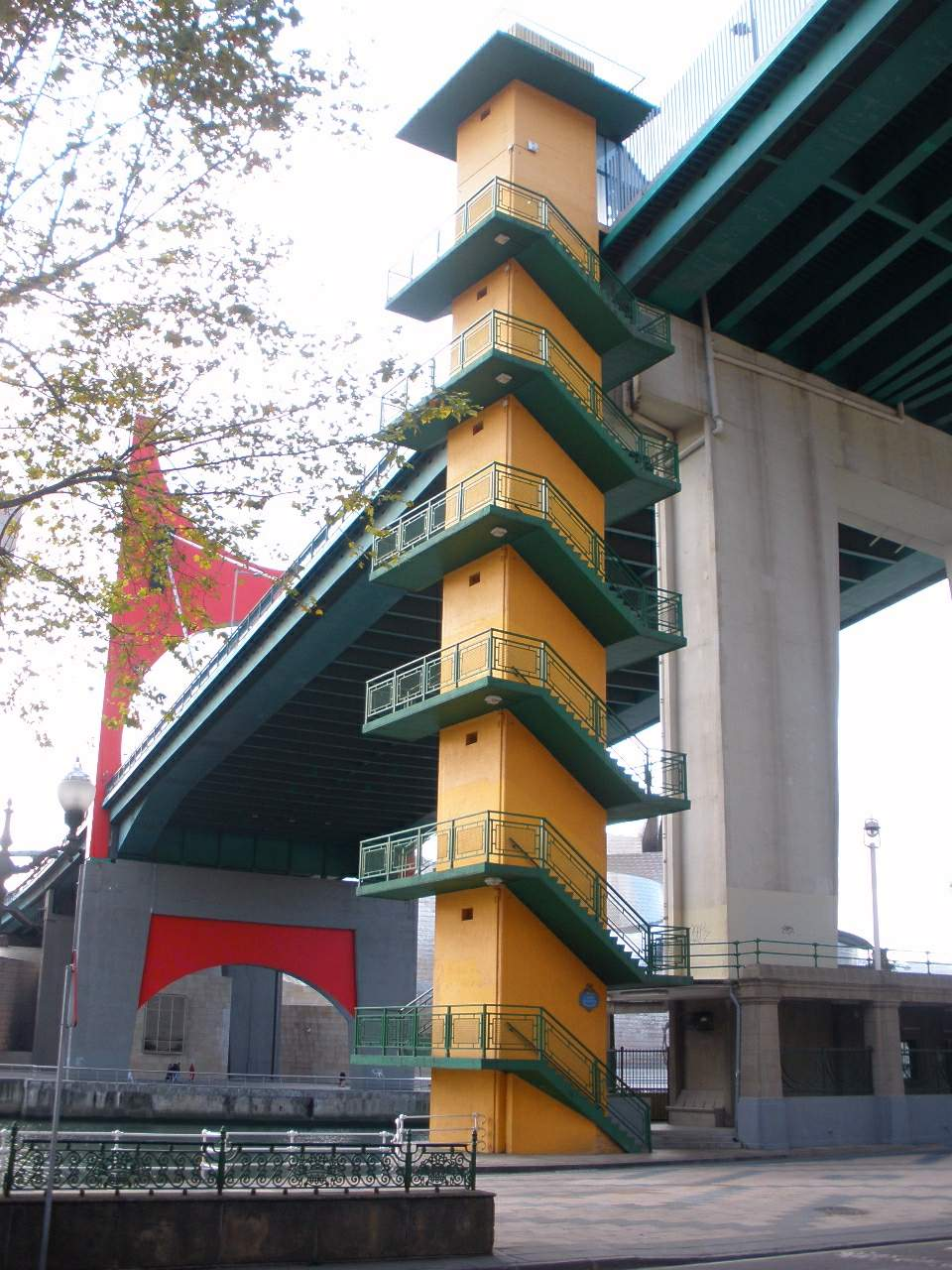
Einer der beiden Treppentürme
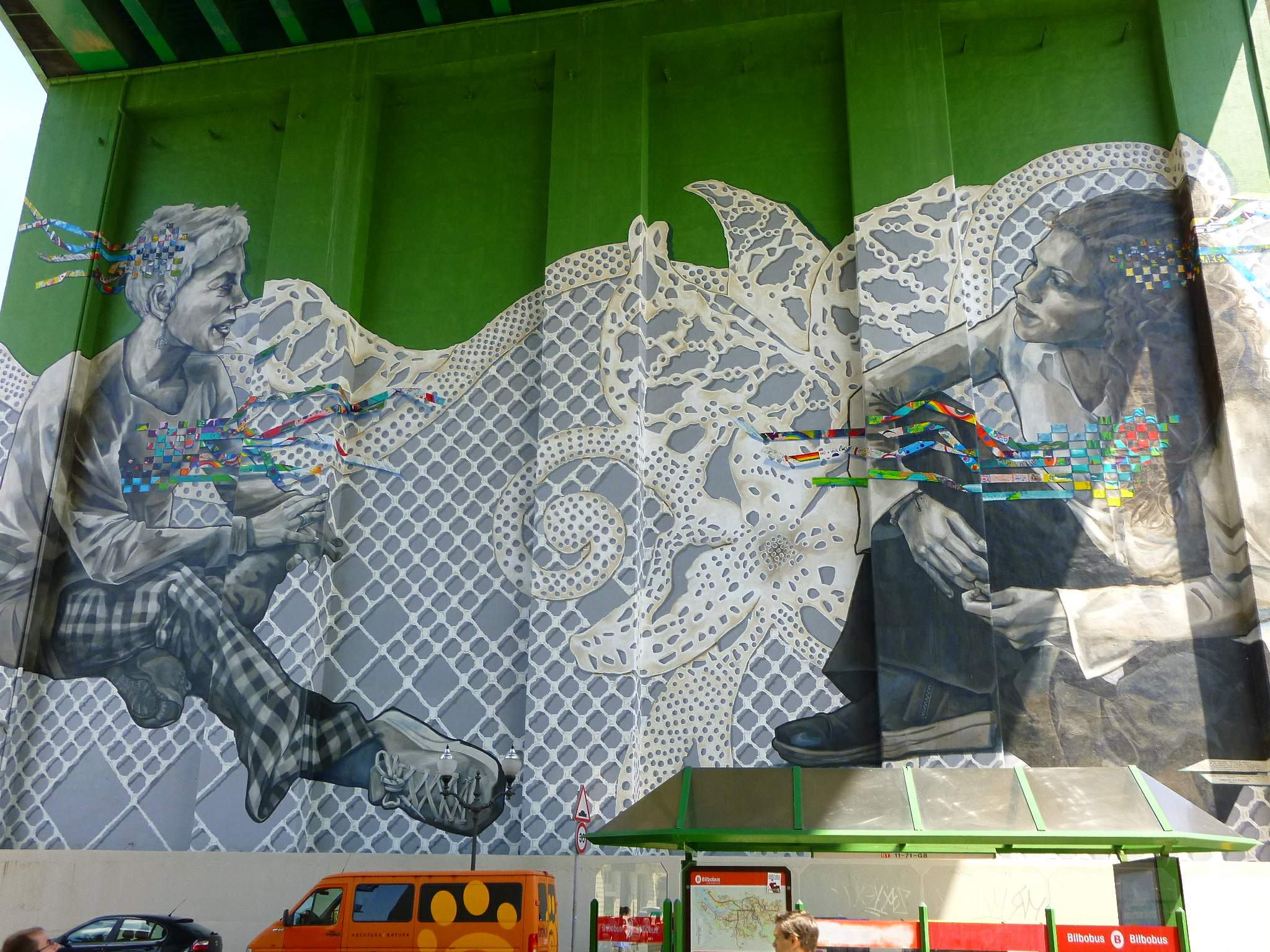
Wandgemälde A key am nördlichen Widerlager
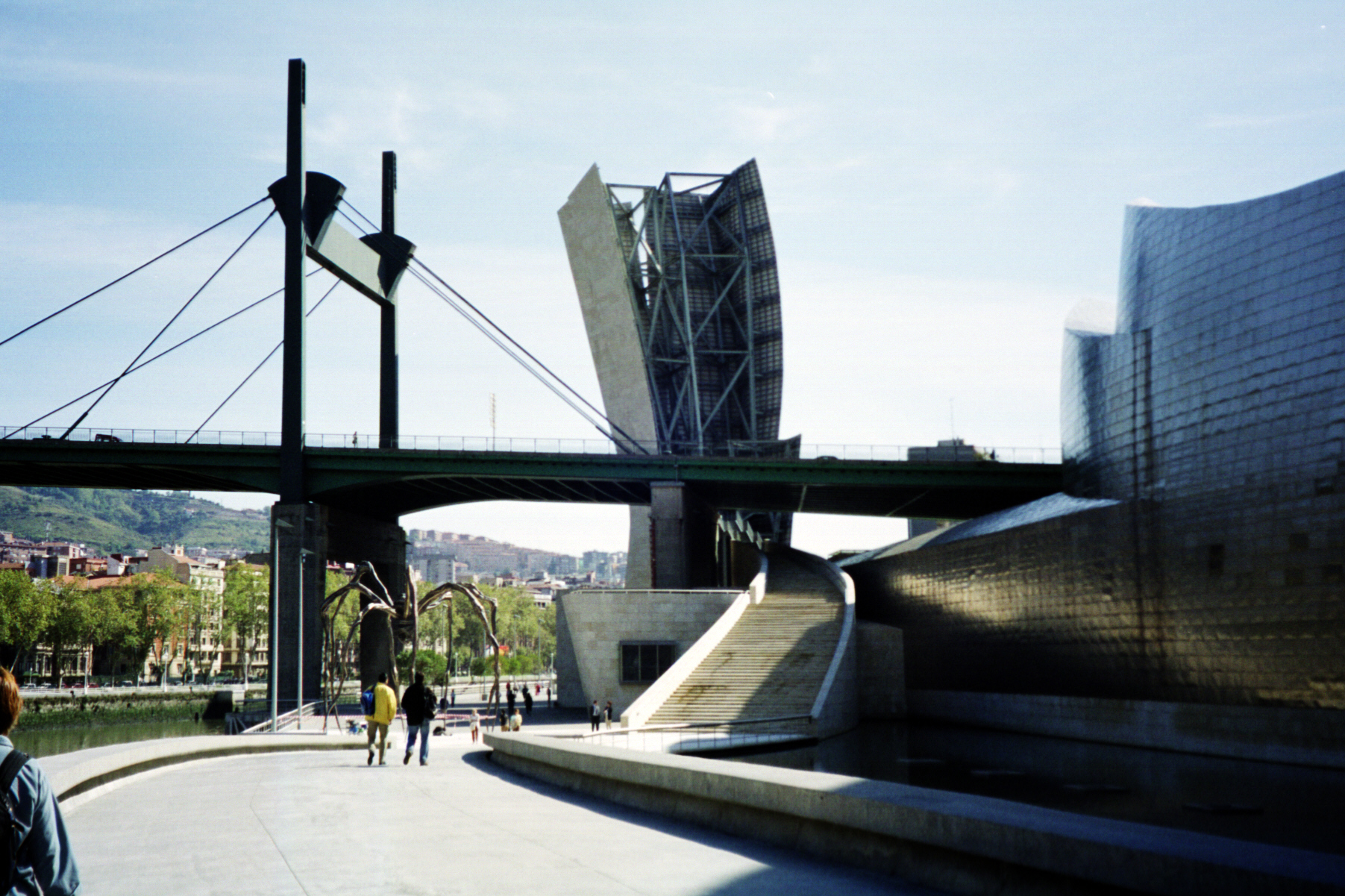
Puente La Salve mit dem ursprünglichen Pylon
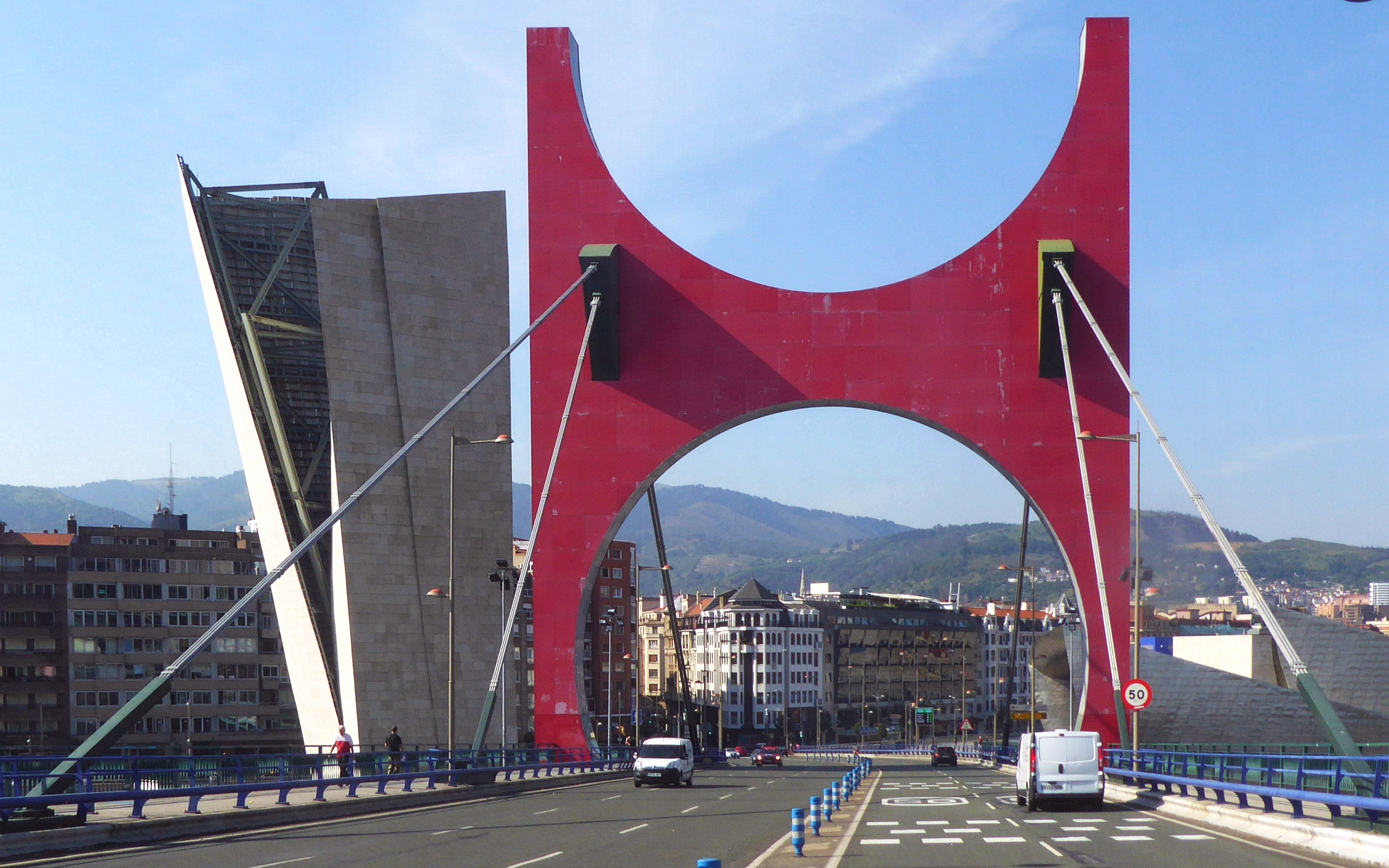
Nordansicht der Puente de La Salve aus Straßen-Perspektive